# کتاب‌فروشی للو
کتاب‌فروشی للو (پرتغالی: Livraria Lello) یک کتاب‌فروشی است که در پورتوی پرتغال قرار دارد.
در کنار برتران در لیسبون، للو یکی از قدیمی‌ترین کتاب‌فروشی‌های پرتغال است و اغلب در میان کتاب‌فروشی‌های برتر جهان رده‌بندی می‌شود.
گفته می‌شود که این ساختمان یکی از منابع الهام جی.کی. رولینگ در خلق مجموعهٔ هری پاتر بوده‌است.